# Anoplodactylus typhloides
Anoplodactylus typhloides är en havsspindelart som beskrevs av Stock, J.H. 1991. Anoplodactylus typhloides ingår i släktet Anoplodactylus och familjen Phoxichilidiidae. Inga underarter finns listade i Catalogue of Life.